# Alex Borg
Alex Borg, malteški igralec snookerja, * 5. junij 1969.

## Kariera
Borg se je redno pojavljal na domačem nejakostnem turnirju Malta Grand Prix, na katerem je običajno nastopil s povabilom organizatorjev (wildcard vstopnico). Na turnirju je že premagal vrhunske svetovne igralce, npr. Nigela Bonda in Johna Higginsa. Z wildcard vstopnico je zaigral tudi na domačem jakostnem turnirju Malta Cup, vendar pa Borg še na nobenem od turnirjev za jakostno lestvico ni posegel po vidnejših mestih. Še najbolje je nastopal na turnirjih Grand Prix, na katerih se je trikrat doslej prebil med najboljših 64 igralcev. Dvakrat je osvojil Evropsko prvenstvo, prvič leta 2005 (tedaj je v finalu odpravil Kristjana Helgasona s 7-2) in drugič leta 2006 (takrat je v finalu porazil Jeffa Cundyja s 7-5).